# سرجون
سَرْجون بن مَنْصور رومی (یونانی: Σέργιος ὁ τοῦ Μανσοῦρ) (درگذشت ۸۶ ه.ق) از مشاوران مسیحی معاویه بن ابی سفیان و یزید بن معاویه بود. او نزدیک پنجاه سال مسول امور مالی شام بوده‌است. زمانی که کوفیان با مسلم بن عقیل بیعت کردند، یزید با رأی و نظر او عبیدالله بن زیاد را برای سرکوب آنان به حکومت کوفه گماشت.

## خاستگاه
سرجون (یونانی: Sergios) فرزند منصور بن سرجون، یک مسیحی ملکی بود که دفاتر ارشد اداری را در اوایل قرن هفتم میلادی در دمشق نگهداری می‌کرد: وی توسط موریس، امپراتور بیزانس، به عنوان یک مقام مالی منصوب شد (م. ۵۸۲–۶۰۲). او موقعیت برجسته خود را در این شهر در زمان اشغال این شهر توسط ایرانیان در سال ۶۱۳ و حتی پس از برقراری مجدد حکومت بیزانس در ۶۳۰ حفظ کرد. به گفته سعید بن البطریق، او کسی بود که دمشق را به خلافت نوظهور مسلمانان تحت امر خالد بن الولید در سال ۶۳۵ تسلیم کرد.
نوشته‌ها تأکید می‌کنند وی از مقام بالایی در بین خاندان خلفای اموی برخوردار بود، به طوری که خانواده وی ملزم به روی آوردن به اسلام نبودند، گرچه این نوشته‌ها با هم اختلاف نظر دارند که آیا سرجون پسر خود را به‌طور آشکار یا مخفیانه تعمید داده‌است یا نه. برخی از روایات حتی از سرجون، به همراه شاعر مسیحی الاختال، به عنوان یاران پسر و جانشین معاویه، یزید، یاد می‌کنند. وی دارای املاک زیادی در شام بود و از ثروت خود برای باج دادن به زندانیان مسیحی استفاده می‌کرد، از جمله آنها راهب کاسماس، پسران خود را برای تدریس به او سپرده بود.

## مقام و کارها

### در زمان معاویه
سرجون بن منصور، از مسیحیان شام و مشاور معاویه بود. او در حکومت معاویه، کاتب و مشاور او در امر حکومت بود و مسئولیت نوشتن دیوان خراج وی را بر عهده داشت سرجون دشمنی زیادی با پیامبر اسلام داشت.

### در زمان یزید
سرجون پس از درگذشت معاویه، در دربار فرزندش، یزید بن معاویه نیز نقش داشت. هنگامی که شیعیان کوفه با مسلم بن عقیل بیعت کردند، یزید با سرجون به مشورت وی پرداخت و با رأی و نظر او بود که ابن زیاد را برای سرکوب نهضت کوفیان، به حکومت کوفه گماشت.
سرجون، عهدنامه‌ای از معاویه به یزید نشان داد و گفت: «معاویه در حال مرگ، این نامه را نوشت که اگر در کوفه شورشی صورت گرفت، عبیدالله بن زیاد مأمور آنجا شود.»

### در زمان عبدالملک
پس از یزید، سرجون رومی، به عنوان کاتب بیت المال در حکومت عبدالملک بن مروان خدمت می‌کرد.
طبق روایت تئوفانس، عبد الملک در صدد ترمیم کعبه در مکه بود که در جریان فتنه دوم مسلمانان آسیب دیده بود و برای این منظور قصد داشت که برخی ستون‌ها را از یک زیارتگاه مسیحی در جتسیمانی جدا کند. سرجون به همراه یک مسیحی برجسته دیگر، پاتریکیوس از فلسطین، با درخواست به امپراتور بیزانس، جوستینین دوم (حکمرانی ۶۸۵–۶۹۵ و ۷۰۵–۷۱۱)، با موفقیت از این امر جلوگیری و به جای آن ستونهای دیگری را تهیه کرد.

## پایان کار و جانشینی
به نظر می‌رسد که سرجون مسئولیت اداره امور مالی سوریه را تحت امر پنج خلیفه مختلف - معاویه اول، یزید اول، معاویه دوم، مروان اول و عبدالملک عهده‌دار بود - و به مدت تقریباً نیم قرن بر این امور نظارت داشته: دوره تصدی وی ممکن است از اوایل سال ۶۵۰/۵۱ آغاز شده باشد، و به نظر می‌رسد که وقتی عبد الملک تصمیم به عربی سازی بوروکراسی در سال ۷۰۰ گرفت، پایان یافت. وی سلیمان بن سعد الخوشانی را به عنوان جانشین خود منصوب کرد. وی در سال ۸۶ قمری درگذشت.